# تشارلز ستيفنسون
تشارلز ستيفنسون (بالإنجليزية: Charles L. Stevenson)‏ هو فيلسوف تحليلي ‏ وفيلسوف أمريكي، ولد في 27 يونيو 1908 في سينسيناتي في الولايات المتحدة، وتوفي في 14 مارس 1979 في بينينغتون في الولايات المتحدة.

## وصلات خارجية
- تشارلز ستيفنسون على موقع الموسوعة البريطانية (الإنجليزية)